# Frank Cho
Frank Cho, cuyo nombre original es Duk Hyun Cho, es un guionista e ilustrador de cómics estadounidense. El segundo de tres hermanos, Cho nació en Seúl, Corea del Sur en 1971, pero su familia se trasladó cuando tenía seis años a Beltsville en Maryland, Estados Unidos, donde creció. Actualmente, Cho vive en Columbia, Maryland, junto a su mujer, Cari, y sus dos hijos.

## Biografía
Cho no ha tenido una formación reglada como ilustrador o guionista. Comenzó a escribir y dibujar una tira de prensa titulada University2 para The Diamondback, el periódico de estudiantes de la Universidad de Maryland, donde terminó los estudios de Enfermería. Después de su graduación, Cho modifica y adapta los elementos con más controversia de esta tira de prensa para publicarla de forma profesional, pasa a llamarse Liberty Meadows. Comienza a publicarse el 31 de marzo de 1997 y durante los varios años que duró Cho sufrió la censura del sindicato de tiras prensa de Estados Unidos. Finalmente toma la decisión de renunciar a la publicación en periódicos y editarla en formato comic book para evitar dichos problemas con la censura. El 30 de diciembre de 2001 fue la última aparición de Liberty Meadows en los periódicos.
A raíz de la calidad gráfica de Liberty Meadows, Cho comienza a recibir encargos de Marvel Comics, una de las grandes editoriales estadounidenses de cómics. Destaca entre estos trabajos una nueva versión de un personaje clásico de la editorial, Shanna la diablesa, en 2005. Esta serie limitada de siete números, esconde un espectacular dibujo, que incluye desnudos frontales de la heroína, y un discreto guion. Marvel decide publicar la serie censurada y no aparecen desnudos en ella. Posteriormente la serie fue recopilada y publicada en un único tomo y, se ha anunciado en varias ocasiones la edición de un tomo con la versión sin censurar, aunque esta no llega a aparecer.
Frank Cho recientemente ha dibujado dos números de la serie Los Nuevos Vengadores, también para Marvel Comics. A modo de anécdota cabe destacar que en estas páginas Lobezno aparece con una camiseta donde se lee Beltsville y donde, además, aparecen cameos de personajes con apariencia similar a los de Liberty Meadows.
En julio de 2006 Marvel Comics ha anunciado que Brian Michael Bendis y Frank Cho formarán equipo creativo para una nueva serie titulada The Mighty Avengers, y se prevé que se lanzará al mercado a principios del año 2007.
Su estilo artístico es generalmente detallista y realista, aunque frecuentemente usa elementos absurdos o anacrónicos en su trabajo, tales como dinosaurios, chicas pin-up y animales antropomórficos. También se ha dibujado a sí mismo en su trabajo bajo la apariencia de un chimpancé parlante, y en numerosas ocasiones ha dibujado a sus personajes de tiras de prensa interactuando con los de otras tiras de prensa populares en Estados Unidos. Los habitantes de Liberty Meadows a menudo se han visto como coprotagonistas compartiendo sus historias con los personajes de tiras de prensa tales como Blondie, Calvin & Hobbes, Li'l Abner, Hagar el Horrible, Dilbert o Cathy.

## Premios y nominaciones
- 2005 Nominado al Premio Haxtur al "Humor" por "Liberty Meadows" en el Salón Internacional del Cómic del Principado de Asturias España
- 2005 Premio Haxtur al "Mejor dibujo" por "Shanna" en el Salón Internacional del Cómic del Principado de Asturias España